# Florio Marsili
Florio Marsili (Viterbo, 23 marzo 1887 – Porpetto, 21 agosto 1916) è stato un canottiere e nuotatore italiano.

## Carriera sportiva
Florio Marsili, è stato un valente nuotatore della Lazio nuoto e del Circolo Canottieri Aniene.
Vinse numerosi gare di fondo e gran fondo, disputate nel Tevere ed Aniene dal 1908 al 1913, e come canottiere la "Coppa Roma" e la "Coppa XX settembre" nel 1913

## La prima guerra mondiale
La sua carriera sì interruppe per lo scoppio della Grande Guerra e la successiva mobilitazione che portò anche lui al fronte.
Capitano del 3º battaglione ciclisti, Marsili cadde in combattimento a Porpetto il 21 agosto 1916. Quindici giorni prima era caduto un altro soldato del suo battaglione, che verrà decorato con la medaglia d'oro: Enrico Toti e pochi giorni prima era stato ucciso anche il campione di canottaggio Giuseppe Sinigaglia che aveva sfidato in alcune gare sul Lago Maggiore nel 1914 .